# Demonworld
Demonworld est un wargame médiéval-fantastique avec figurines. Il est produit par l'éditeur allemand Hobby Products, et sa version française a été éditée par Asmodée Éditions entre 1999 et 2004. L'éditeur Hobby Products a cessé son activité en 2006. Ral Partha Europe a repris en juin 2011 la licence et toute la gamme de figurines et projette de republier les règles de jeu.
Demonworld se distingue par ce qui fut sans doute la plus belle gamme de figurines fantastiques à l'échelle 15 mm réalisée pour un wargame fantastique. La sculpture en a été principalement assurée par Werner Klocke, mais on trouve également des contributions de Bob Naismith.
Malgré sa disparition, le jeu est soutenu en France par une communauté de fans
Ce jeu permet de reproduire des batailles entre des armées de créatures et de soldats médiévaux-fantastiques, représentés par des figurines à l'échelle 15 millimètres. Les figurines sont regroupées sur des socles en forme d'hexagone. Le jeu se déroule sur des cartes représentant la topographie. Une grille hexagonale permet de mesurer les déplacements et les lignes de vue.
Le système du jeu est basé sur le principe du tour simultané : les deux joueurs déplacent et font combattre leurs unités au cours du même tour. Les priorités de déplacement découlent d'une phase d'ordre qui ouvre chaque tour.
Certaines unités peuvent adopter des formations spécifiques : le fer de lance, le carré, en tirailleur.
Les armées existantes sont :
- L'Empire : armée humaine avec des troupes calquées sur le bas Moyen Âge. Des chevaucheurs de dragons et des magiciens rappellent qu'il s'agit d'une armée fantasy

- Les elfes : l'armée elfique comprend les elfes sylvains (Thanarils), les Hauts-elfes (Ilarys), les hommes-arbres et les Centaures. S'ajoutent des guerriers spécialistes (Alliances guerrières) comme les chevaucheuses de Licorne ou de pégases.

- Les elfes noirs : l'aspect de l'armée elfe noir est proche de celui des samouraïs. Les elfes noirs sont inféodés à un dieu sanguinaire. Des prêtresses de ce dieu sont capables d'invoquer des démons. La pièce maîtresse de l'armée est un magnifique dragon bicéphale.

- Les gobelins. Les chétifs Gobelins font appel à des insectes géants pour surclasser leurs adversaires : araignées gargantuesques, chevaucheurs de moustiques et de coléoptères...

- Ishtak : armée ténébreuse composée de démons et de monstres des glaces, de sorcières du froid, à laquelle s'adjoint des hommes-bêtes, des morts-vivants, des trolls des neiges, des humains maléfiques. Les références au Monde de Narnia sont criantes.

- Les nains. Les nains sont robustes et tenaces. Leur maîtrise de la technologie à vapeur leur permet d'aligner des géants mécaniques.

- Les orques. Les orques peuvent lever une armée hétéroclite composée de minotaures, de wyverns, de trolls, de chevaucheurs d'ours, de harpies... Le chef des orques est le fils d'une princesse elfe et d'un orque.

- Thain : nation de barbares de style picte, celte, épaulée par des sortes de mammouths et des aurochs.